# انقلاب 2008 في غينيا
في 23 ديسمبر 2008، وقع انقلاب عسكري في غينيا، وذلك بعد وقت قصير من وفاة الرئيس لانسانا كونتي. قام النقيب موسى داديس كامارا رئيس المجلس الوطني للديمقراطية والتنمية بالاستيلاء على السلطة، وأعلن أنه يخطط لحكم البلاد لمدة عامين قبل انتخابات رئاسية جديدة. استقال كامارا بالفعل بعد انتخاب ألفا كوندي في انتخابات الرئاسة الغينية 2010.